# Православна енциклопедія
«Правосла́вна енциклопе́дія» (рос. Православная энциклопедия) — спеціалізована енциклопедія, що видається церковно-науковим центром Російської православної церкви. Керівник центру «Православна енциклопедія» — Сергій Кравець.
Метою видання задекларовано:
|  | - надати всеосяжну інформацію з двохтисячолітньої історії та сучасного стану вселенського Православ’я; - ознайомити читача з іншими християнськими конфесіями, нехристиянськими релігіями, а також із явищами науки, культури, філософії, мистецтва, політики, так чи інакше пов’язаними з релігією. |

В роботі зі створення енциклопедії беруть участь Московські Духовна академія та семінарія, інститути Російської академії наук, Московський, Санкт-Петербурзький та низка регіональних університетів, а також наукові центри США, Греції, Італії.

## Історія видання
Енциклопедія почала видаватись із 2000 року під загальною редакцією патріарха Алексія II. До видання первинно планувалось 25 томів (один із них неалфавітний, присвячений історії Російської церкви), а проект очікувалось завершити до 2012 року. 2004 року було оголошено, що кількість томів збільшиться на 5-6 книг і сягне 30 томів.
Після смерті патріарха Алексія виходить під загальною редакцією нового Патріарха Кирила.
В березні 2009 року за підсумками спільного засідання громадської, спостережної та опікунської рад з видання «Православної енциклопедії» було оголошено, що видання енциклопедії буде продовжено, незважаючи на економічні труднощі.
У вересні 2012 року вийшов 29-й том енциклопедії (статті К — Каменац). 11 листопада 2011 року на презентації томів енциклопедії, виданих 2011 року, Патріарх Кирило повідомив, що 2012 плануються до видання 28-30 томи енциклопедії.
Томи енциклопедії стали традиційним подарунком президентів Росії Папі римському під час відвідання Ватикану.